# Лештен
Лештен (болг. Лещен) — село в Благоевградской области Болгарии. Входит в состав общины Гырмен. Находится примерно в 5 км к северу от центра села Гырмен и примерно в 74 км к юго-востоку от центра города Благоевград. По данным переписи населения 2011 года, в селе проживало 2 человека, преобладающая национальность — болгары.

## Население
| Год     | 1934 | 1946 | 1956 | 1965 | 1975 | 1985 | 1992 | 2001 | 2011 |
| ------- | ---- | ---- | ---- | ---- | ---- | ---- | ---- | ---- | ---- |
| Жителей | 554  | 571  | 503  | 294  | 87   | 64   | 35   | 8    | 2    |

|  |